# Heptathela yaginumai
Heptathela yaginumai is een spinnensoort uit de familie Liphistiidae. De soort komt voor in Japan.